# Уникурсальная кривая

Декартов лист

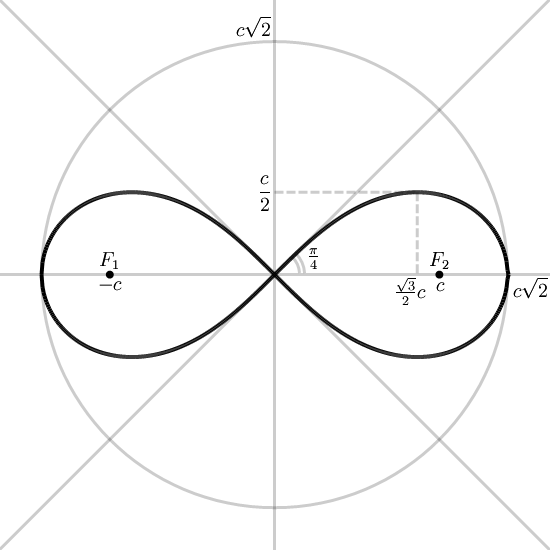
Лемниската Бернулли

Уникурсальная кривая — кривая на плоскости, которая может быть задана параметрическим уравнением:
{\displaystyle \left\{{\begin{matrix}~x=F(t);\\~y=G(t),\end{matrix}}\right.}
где {\displaystyle F(t)} и {\displaystyle G(t)} — рациональные функции параметра {\displaystyle t}.

## Основные свойства
Уникурсальные кривые играют важную роль в теории интегралов алгебраических функций. Интеграл вида
{\displaystyle \int \limits {R(x,\;y)}\,dx,}
где {\displaystyle R(x,\;y)} есть рациональная функция двух переменных, а {\displaystyle y} — функция от {\displaystyle x}, определяемая уравнением {\displaystyle P(x,\;y)=0}, задающим уникурсальную кривую, сводится к интегралу от рациональной функции и выражается в элементарных функциях.

## Примеры
В качестве примеров уникурсальных кривых можно рассматривать любые алгебраические кривые второго порядка и некоторые кривые высших порядков, например декартов лист (кривая третьего порядка).